# 켈리 홈스
켈리 홈스 여사(영어: Dame Kelly Holmes, DBE, 1970년 4월 19일 ~ )는 영국의 중거리 육상 선수로 2004년 아테네 올림픽 800m-1500m 이중 금메달리스트였다. 그녀는 몇몇의 종목들에서 영국 기록들을 세우고, 600m부터 1500m까지의 거리에서 기록들을 보유하고 있다.
켄트주 펨버리(Pembury)에서 자메이카 출신의 자동차 기계공 아버지와 영국인 어머니 사이에서 태어난 홈스는 서배스천 코에게서 영감을 받아 청소년 시절에 중거리 육상 종목들에 출전하기 시작하였다. 육군에 입대하였으나 부대의 육상 종목들에 지속적으로 출전하였다. 1990년대 초반에 프로로 전향하여 1994년에 열린 v에서 1500m를 우승하고, 유럽 선수권 대회에서는 2위를 하였다.
1995년 예테보리에서 열린 세계 육상 선수권 대회에서 1500m 은메달과 800m 동메달을 땄으나, 다음 2년 동안 여러 부상을 당하면서 애틀랜타 올림픽에서 메달 획득에 실패했다.
1998년 코먼웰스 게임에서 1500m 2위, 2000년 시드니 올림픽에서 800m 3위를 하였다.
2002년에는 코먼웰스 게임 1500m 금메달과 유럽 선수권 대회 800m 동메달을 땄으며, 이듬해 세계 실내 선수권 1500m 2위, 실외 선수권과 세계 육상 결승전에서 800m 2위에 올랐다.
2004년 아테네 올림픽 800m-1500m 이중 금메달리스트로 선수생활을 마치고 2005년 은퇴하였다.
2004년 BBC 올해의 스포츠인상 수상자이기도 하다.

## 서훈

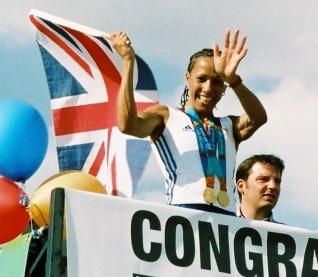
2004년 아테네 올림픽에서

- 1998년 대영 제국 훈장 5등급(MBE, 군(軍)부문)[1]
- 2005년 대영 제국 훈장 2등급(DBE, 작위급 훈장)[2]